# Smash TV
Smash TV es un videojuego arcade desarrollado y publicado por la empresa Williams en 1990. El juego toma ideas de la película The Running Man, una distopía cyber-punk donde el principal medio de entretenimiento (léase "control") es el exitoso programa Smash TV.

## Premisa
Los "concursantes" (voluntarios) deben aniquilar a través de varias habitaciones a zombis (exconcursantes reanimados) y jefes de cada nivel, para ganar diferentes premios, incluyendo reproductores de VHS y tostadoras.

## Versiones
Las conversiones para consolas fueron desarrolladas por Beam Soft, incluyendo versiones para Nintendo Entertainment System (como Smash TV), Super Nintendo, Sega Game Gear, Master System y Mega Drive (todas llamadas Super Smash TV). 
Ocean Software fue la encargada de producir las adaptaciones a ordenador: Sinclair ZX Spectrum, Commodore 64, Amstrad CPC, Atari ST y Commodore Amiga, todas salieron a principios de 1992.
En años posteriores, Smash TV formó parte de algunos recopilatorios: Arcade Party Pak para PlayStation (1999), Midway Arcade Treasures para Microsoft Windows, Nintendo GameCube, Xbox y PlayStation 2 (2003).
Posteriormente Microsoft lo añadió al catálogo de juegos de su servicio Xbox Live, siendo esta la primera vez en la que, oficialmente, pueden jugar 2 jugadores en línea a Smash TV.
El videojuego de arcade Total Carnage de 1992, también programado por Mark Turmell, comparte varios elementos con Smash TV, sin llegar a ser una secuela.